# Bixente Lizarazu
Bixente Jean-Michel Lizarazu (phát âm tiếng Basque: [biˈʃente lis̻aˈɾas̻u]) (sinh 9 tháng 12 năm 1969) là một cựu cầu thủ bóng đá chuyên nghiệp người Pháp, từng thi đấu ở vị trí hậu vệ trái cho Bordeaux và Bayern Munich, và một số đội khác. Ông đã có 97 lần khoác áo đội tuyển quốc gia Pháp.
Trong 12 năm thi đấu quốc tế từ 1992 đến 2004, Lizarazu đã tham dự ba giải vô địch châu Âu và hai giải vô địch thế giới cùng đội tuyển Pháp, vô địch Giải vô địch bóng đá thế giới 1998 và Giải vô địch bóng đá châu Âu 2000.

## Đầu đời
Lizarazu được sinh ra ở Saint-Jean-de-Luz, Pyrénées-Atlantiques và lớn lên ở Hendaye. Ông là người có gốc Basque.

## Sự nghiệp câu lạc bộ

### Bordeaux
Có đam mê với một số môn thể thao khi còn trẻ, Lizarazu bắt đầu sự nghiệp chuyên nghiệp với Girondins de Bordeaux, gia nhập đội trẻ của câu lạc bộ vào năm 1984 khi 15 tuổi và ban đầu chơi ở vị trí tiền vệ cánh. Sau khi được cho biết sẽ không có được một sự nghiệp bóng đá thành công vì thể chất không đáp ứng ở tuổi thiếu niên, ông đã gây ấn tượng với ban huấn luyện bằng sự quyết tâm của mình và trở thành thành viên của đội chính vào năm 1988 cùng với tiền đạo Christophe Dugarry. Ông được đào tạo lại để chơi ở vị trí hậu vệ cánh trái chuyên phản công, theo gợi ý của huấn luyện viên Didier Couécou và sớm thay thế cựu binh Gernot Rohr (sau trở thành huấn luyện viên của câu lạc bộ) ở vị trí này.
Năm 1990 Bordeaux giành ngôi á quân ở Giải vô địch Pháp, nhưng đến năm tiếp theo, họ phải xuống hạng vì những vấn đề tài chính. Lizarazu ở lại câu lạc bộ và giúp đội bóng nhanh chóng trở lại hạng cao nhất sau một mùa giải hạng hai năm 1992. Câu lạc bộ ký hợp đồng với Zinedine Zidane, người trở thành một nhân tố quan trọng khác của đội bóng,. Bordeaux hai lần hạng tư và một lần hạng bảy trong ba mùa tiếp theo, trong đó Lizarazu chơi 101 trận và ghi 15 bàn thắng.
Mùa hè năm 1995, Bordeaux vô địch Cúp Intertoto và giành được vé tham dự Cúp UEFA 1995–96. Họ vào đến tận chung kết dưới sự dẫn dắt của huấn luyện viên Rohr, thắng Real Betis, A.C. Milan và Slavia Prague trước khi thua Bayern München 1–5 sau hai lượt trận chung kết. Tuy nhiên phong độ ở giải quốc nội của họ đi xuống. Bordeaux chỉ đứng hạng 16. Tại Giải vô địch bóng đá châu Âu 1996 mùa hè năm đó, Dugarry, Zidane và Lizarazu được triệu tập vào đội tuyển Pháp và lọt vào đến bán kết. Sau đó, cả ba ra nước ngoài tìm kiếm những thử thách mới: Zidane gia nhập Juventus, Dugarry đến Milan còn Lizarazu vẫn ở lại địa phương nhưng chuyển sang thi đấu nước ngoài tại Athletic Bilbao, nơi có khoảng cách đến nhà ông ở xứ Basque tại Pháp tương đương với Bordeaux. Ông chơi 299 trận cho đội bóng Bordeaux đã đào tạo mình, ghi 28 bàn thắng.

### Athletic Bilbao
Do chính sách chuyển nhượng của Athletic chỉ tuyển cầu thủ sinh tại Basque hoặc có gốc gác xứ Basque, Lizarazu là cầu thủ người Pháp đầu tiên khoác áo câu lạc bộ này. Ông chỉ chơi có một mùa tại La Liga,
Vì chấn thương háng dai dẳng, Lizarazu đã không thể thế chỗ Aitor Larrazábal nhiều kinh nghiệm ở cánh trái, nhận tới hai thẻ đỏ sau 16 trận ở giải quốc gia và bất đồng với huấn luyện viên trưởng Luis Fernández. Khi mùa bóng 1997 kết thúc, ông chuyển sang Bayern München.

### Bayern München
Trước khi chơi trận đầu tiên tại Bundesliga, Lizarazu đã có được danh hiệu với câu lạc bộ mới khi vô địch Cúp Liên đoàn bóng đá Đức năm đầu tiên. Đây là khởi đầu cho một chuỗi thành công của Lizarazu tại Bavaria, mặc dù có một số chấn thương nghiêm trọng làm gián đoạn. Ông có được sáu chức vô địch Bundesliga (trong đó ba lần liên tiếp từ 1999 đến 2001), năm chức vô địch Cúp bóng đá Đức, Champions League năm 2001 (ghi bàn trong loạt sút luân lưu), và Cúp bóng đá liên lục địa. Với việc vô địch Cúp liên lục địa năm 2001, ông trở thành cầu thủ đầu tiên là đương kim vô địch châu Âu và thế giới ở cả cấp độ câu lạc bộ và đội tuyển.
Lizarazu tuyên bố rời Bayern vào mùa hè năm 2004 và ký hợp đồng với Olympique de Marseille. Tuy nhiên, chỉ sau sáu tháng trở về Pháp, ông quay lại Bayern München vào tháng 1 năm 2005. Trong giai đoạn thứ hai ở Bayern, kết thúc vào năm 2006 (cũng là kết thúc sự nghiệp) khi ông nhường vị trí cho cầu thủ mới nổi Philipp Lahm, Lizarazu mặc áo số 69. Ông nói rằng số áo này không liên quan đến tình dục, mà lý do là ông sinh năm 1969, chiều cao 1m69 và cân nặng 69 kg. Ông chơi 268 trận tổng cộng cho Bayern từ 1997 đến 2006 và ghi 8 bàn., trong đó có 183 trận thi đấu ở Bundesliga.

## Sự nghiệp đội tuyển
Lizarazu lần đầu khoác áo đội tuyển Pháp vào tháng 11 năm 1992, dưới quyền của huấn luyện viên Gérard Houllier. Ông chơi trận đấu gặp Phần Lan (Pháp thắng 2-1).
Sinh ra ở xứ Basque nên Lizarazu đủ điều kiện chơi cho đội tuyển xứ Basque. Vì đội tuyển này không phải đội tuyển quốc gia chính thức nên có thể tập hợp được tất cả các cầu thủ có gốc gác xứ Basque (người Tây Ban Nha và Pháp). Ngày 22 tháng 12 năm 1993, Lizarazu được triệu tập vào đội tuyển xứ Basque trong trận đấu gặp Bolivia, với 23 000 khán giả ở San Sebastián và giành chiến thắng 3-1. Đây là trận duy nhất của Lizarazu đá cho xứ Basque.
Lizarazu mất gần 4 năm mới có được vị trí ổn định trong tuyển Pháp. Trong thời gian đó, ông đôi khi được sử dụng như một cầu thủ thay thế ở vị trí tiền vệ trái và bị Éric Di Meco chiếm mất vị trí hậu vệ trái sở trường. Phải đến Euro 1996, Lizarazu mới trở thành cầu thủ chính thức, thi đấu ở hàng hậu vệ với Laurent Blanc, Marcel Desailly và Lilian Thuram. Trong giải đấu quốc tế lớn đầu tiên, ông đã cùng Pháp lọt vào bán kết, thua trên chấm phạt đền trước Cộng hòa Séc.
Lizarazu khoác áo đội tuyển Pháp 97 lần, ghi 2 bàn và cùng đội tuyển vô địch World Cup 1998 và Euro 2000, có tên trong đội hình xuất phát ở chung kết cả hai giải đấu. Ông giã từ đội tuyển sau khi Pháp bất ngờ bị Hy Lạp loại khỏi Euro 2004.

## Thống kê sự nghiệp
| # | Ngày                 | Địa điểm                                 | Đối thủ     | Bàn thắng | Kết quả | Giải đấu            |
| - | -------------------- | ---------------------------------------- | ----------- | --------- | ------- | ------------------- |
| 1 | 15 tháng 11 năm 1995 | Sân vận động Michel d'Ornano, Caen, Pháp | Israel      | 2–0       | 2–0     | Vòng loại Euro 1996 |
| 2 | 18 tháng 6 năm 1998  | Stade de France, Saint-Denis, Pháp       | Ả Rập Xê Út | 4–0       | 4–0     | World Cup 1998      |